# Ereuniidae
Ereuniidae är en familj av fiskar. Ereuniidae ingår i ordningen kindpansrade fiskar, klassen strålfeniga fiskar, fylumet ryggsträngsdjur och riket djur. Enligt Catalogue of Life omfattar familjen Ereuniidae 3 arter.
Kladogram enligt Catalogue of Life:
| Ereuniidae | \| \| Ereunias \| \| \| \| \| \| Marukawichthys \| \| \| \| |
|            | \| \| Ereunias \| \| \| \| \| \| Marukawichthys \| \| \| \| |
|            | Ereunias                                                    |
|            |                                                             |
|            | Marukawichthys                                              |
|            |                                                             |